# NewDES
NewDES (NewDES-96) — в криптографии симметричный блочный криптоалгоритм, разработанный Робертом Скотом в качестве замены стандарта DES в 1985 году с целью внедрения более надежного шифра с безопасным размером ключа — 120 бит.
NewDES, хотя и имеет производное наименование, имеет абсолютно иную структуру, значительно проще DES, легко реализуем программно и не включает побитовых перестановок, все операции производятся с байтами. Алгоритм использует таблицу замены из 256 элементов, в одном раунде производятся 8 операций сложения по модулю 2 и подстановки с использованием функции F() — замен с использованием таблицы подстановок.
Ключевое расписание в первой редакции было довольно слабым и было исправлено в редакции NewDES-96. Как оказалось, алгоритм NewDES менее устойчив к криптоанализу, нежели алгоритм DES, хотя атака грубой силой на NewDES-96 практически невозможна и алгоритм в данной редакции значительно более безопасен.